# Colombier (Loire)
Pour les articles homonymes, voir Colombier.
Colombier est une commune française située dans le département de la Loire, en région Auvergne-Rhône-Alpes.

## Géographie
Situé à 3,5 kilomètres de l'Ardèche et à 32 kilomètres de Saint-Étienne, ce petit bourg, assez élevé en altitude (culminant à 1 430 m au crêt de la Chèvre), offre un belvédère sur la vallée du Rhône.

### Climat
Pour des articles plus généraux, voir Climat d'Auvergne-Rhône-Alpes et Climat de la Loire.
En 2010, le climat de la commune est de type climat des marges montargnardes, selon une étude du Centre national de la recherche scientifique s'appuyant sur une série de données couvrant la période 1971-2000. En 2020, Météo-France publie une typologie des climats de la France métropolitaine dans laquelle la commune est exposée à un climat de montagne ou de marges de montagne et est dans une zone de transition entre les régions climatiques « Nord-est du Massif Central » et « Sud-est du Massif Central ».
Pour la période 1971-2000, la température annuelle moyenne est de 9,7 °C, avec une amplitude thermique annuelle de 16,6 °C. Le cumul annuel moyen de précipitations est de 961 mm, avec 9,9 jours de précipitations en janvier et 6,4 jours en juillet. Pour la période 1991-2020, la température moyenne annuelle observée sur la station météorologique de Météo-France la plus proche, « Pilat Graix », sur la commune de Graix à 3 km à vol d'oiseau, est de 8,0 °C et le cumul annuel moyen de précipitations est de 1 019,3 mm,. Pour l'avenir, les paramètres climatiques de la commune estimés pour 2050 selon différents scénarios d'émission de gaz à effet de serre sont consultables sur un site dédié publié par Météo-France en novembre 2022.

## Urbanisme

### Typologie
Au 1er janvier 2024, Colombier est catégorisée commune rurale à habitat très dispersé, selon la nouvelle grille communale de densité à sept niveaux définie par l'Insee en 2022.
Elle est située hors unité urbaine. Par ailleurs la commune fait partie de l'aire d'attraction d'Annonay, dont elle est une commune de la couronne,. Cette aire, qui regroupe 37 communes, est catégorisée dans les aires de 50 000 à moins de 200 000 habitants,.

### Occupation des sols
L'occupation des sols de la commune, telle qu'elle ressort de la base de données européenne d’occupation biophysique des sols Corine Land Cover (CLC), est marquée par l'importance des forêts et milieux semi-naturels (69,4 % en 2018), une proportion identique à celle de 1990 (69,4 %). La répartition détaillée en 2018 est la suivante : 
forêts (65,8 %), prairies (30,6 %), milieux à végétation arbustive et/ou herbacée (3,6 %). L'évolution de l’occupation des sols de la commune et de ses infrastructures peut être observée sur les différentes représentations cartographiques du territoire : la carte de Cassini (XVIIIe siècle), la carte d'état-major (1820-1866) et les cartes ou photos aériennes de l'IGN pour la période actuelle (1950 à aujourd'hui).

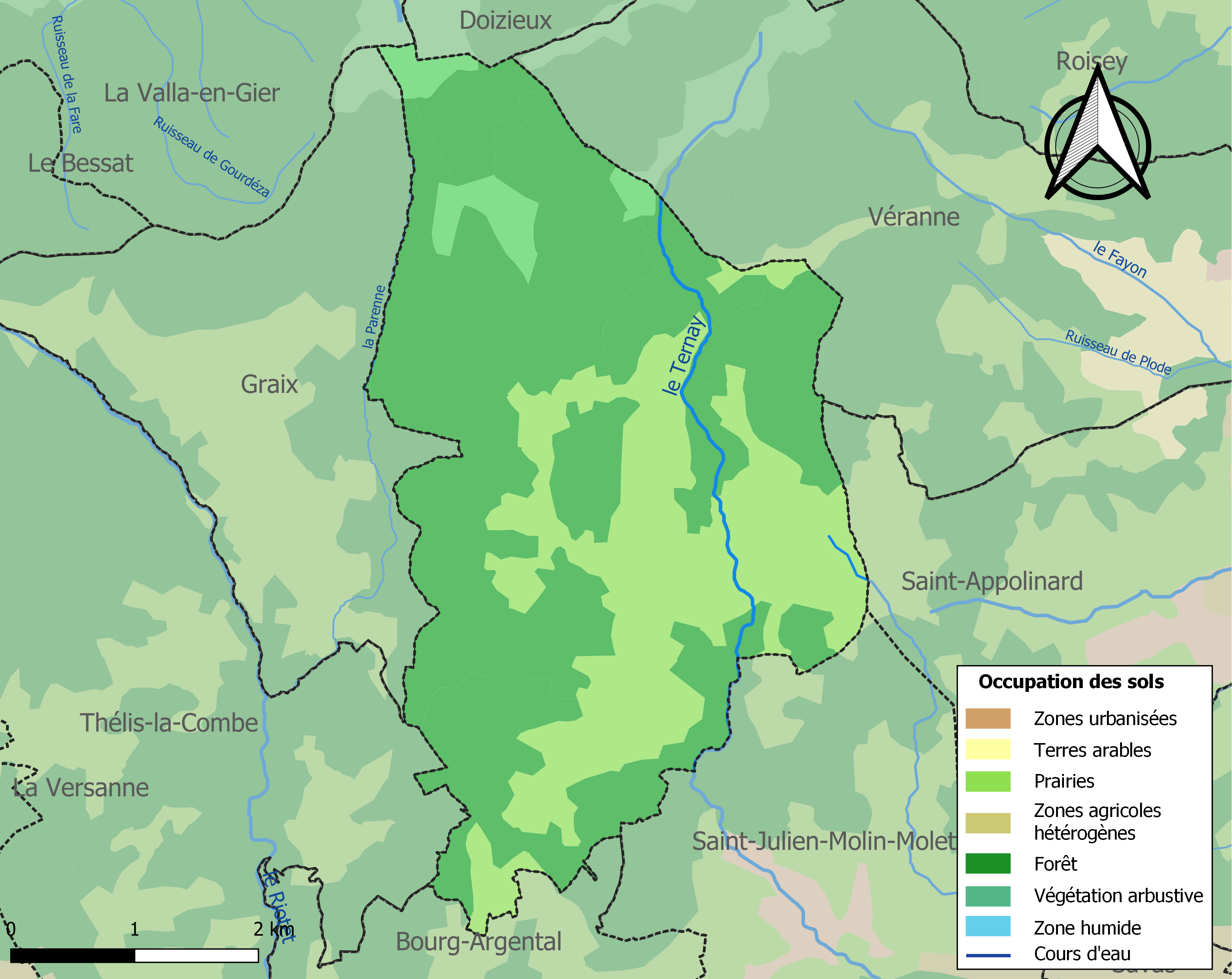
Carte des infrastructures et de l'occupation des sols de la commune en 2018 (CLC).

## Politique et administration
| Période                                  | Période                   | Identité                                         | Étiquette | Qualité     |
| ---------------------------------------- | ------------------------- | ------------------------------------------------ | --------- | ----------- |
| Les données manquantes sont à compléter. |                           |                                                  |           |             |
| mars 2001                                | mars 2008                 | Auguste Combe                                    |           |             |
| mars 2008                                | En cours (au 25 mai 2020) | Jean-Paul Vallot, Réélu pour le mandat 2020-2026 |           | Agriculteur |

## Démographie
L'évolution du nombre d'habitants est connue à travers les recensements de la population effectués dans la commune depuis 1793. Pour les communes de moins de 10 000 habitants, une enquête de recensement portant sur toute la population est réalisée tous les cinq ans, les populations de référence des années intermédiaires étant quant à elles estimées par interpolation ou extrapolation. Pour la commune, le premier recensement exhaustif entrant dans le cadre du nouveau dispositif a été réalisé en 2004.

En 2022, la commune comptait 295 habitants, en évolution de −4,22 % par rapport à 2016 (Loire : +1,32 %, France hors Mayotte : +2,11 %).
| 1793 | 1800 | 1806 | 1821 | 1831 | 1836 | 1841 | 1846 | 1851 |
| ---- | ---- | ---- | ---- | ---- | ---- | ---- | ---- | ---- |
| 523  | 510  | 674  | 607  | 644  | 636  | 668  | 703  | 702  |

| 1856 | 1861 | 1866 | 1872 | 1876 | 1881 | 1886 | 1891 | 1896 |
| ---- | ---- | ---- | ---- | ---- | ---- | ---- | ---- | ---- |
| 713  | 705  | 723  | 711  | 703  | 700  | 708  | 668  | 634  |

| 1901 | 1906 | 1911 | 1921 | 1926 | 1931 | 1936 | 1946 | 1954 |
| ---- | ---- | ---- | ---- | ---- | ---- | ---- | ---- | ---- |
| 632  | 621  | 604  | 552  | 477  | 425  | 412  | 375  | 382  |

| 1962 | 1968 | 1975 | 1982 | 1990 | 1999 | 2004 | 2006 | 2009 |
| ---- | ---- | ---- | ---- | ---- | ---- | ---- | ---- | ---- |
| 345  | 303  | 255  | 253  | 237  | 269  | 281  | 292  | 313  |

| 2014 | 2019 | 2022 | - | - | - | - | - | - |
| ---- | ---- | ---- | - | - | - | - | - | - |
| 297  | 298  | 295  | - | - | - | - | - | - |

## Culture locale et patrimoine

### Lieux et monuments
- Rocher du Flat, rocher de granite de quatre mètres de haut entouré de roches à cupules, et autres rochers à alignements d'encoches, pseudo tumulus, etc. Il est présenté à tort comme un authentique mégalithe du type menhir dans divers guides actuels[19]. Les Préhistoriens le considèrent comme un rocher naturel faux menhir[20].
- Église Saint-Pierre de Colombier.

### Personnalités liées à la commune
- Laurent Odouard (1815-1886), dit San-Savi, guérisseur renommé. Un monument lui est dédié sur la place de l'Église[21].